# Don Juan (Strauss)
Don Juan är en symfonisk dikt för stor orkester i E-dur, op. 20 av Richard Strauss. Verket är baserat på Don Juans Ende, en pjäs som bygger på en ofullbordad återberättelse av berättelsen av poeten Nikolaus Lenau från 1844 efter Don Juan-legenden som har sitt ursprung i renässansens Spanien. Strauss återgav tre utdrag ur pjäsen i sitt partitur. I Lenaus tolkning har Don Juans promiskuitet sitt ursprung i hans beslutsamhet att hitta den perfekta kvinnan. Förtvivlad över att någonsin hitta henne kapitulerar han till slut för melankolin och vill sin egen död. Carl Dahlhaus lyfter fram den som en "musikalisk symbol för sekelskiftesmodernismen", särskilt för den "utbrytarstämning" som präglar de inledande takterna.
Uruppförandet av Don Juan ägde rum den 11 november 1889 i Weimar, där Strauss, då tjugofem år gammal, tjänstgjorde som hovkapellmästare. Han dirigerade orkestern vid Weimaroperan. Verket, som komponerades när Strauss bara var tjugofyra år gammal, blev en internationell succé och etablerade hans rykte som en viktig exponent för modernismen. Strauss dirigerade ofta verket på konserter under sin långa karriär, och stycket var en del av de första inspelningarna som han gjorde 1917. Sista gången han dirigerade verket var 1947 med BBC Symphony Orchestra under sin sista turné utanför Tyskland.
Även om Don Juan var en obestridlig triumf för Strauss, var verket inte utan kritiker. Cosima Wagner, som i vanliga fall var en anhängare av Strauss och hans musik, föraktade verket på grund av dess ämne som inte motsvarade Richard Wagners metafysiska ideal. The New Grove Dictionary of Music and Musicians skriver att "Wagners och Liszts estetik kan ha inspirerat honom att omfamna det utommusikaliska, men han vägrade att bära deras fackla för musik som en helig enhet; libertinen Don (och Strauss med honom) gör helt enkelt tummen upp för världen."
Verket varar i cirka arton minuter. Utdrag ur Don Juan är exempel på professionella orkesterprovspelningar på grund av de många tekniska och musikaliska kraven på varje instrument.